# Свинобоєва Туйара Анатоліївна
Туйара Анатоліївна Свин Река, Ушедшая В Землю. Архів оригіналу за 22 вересня 2013. Процитовано 15 вересня 2013.обоєва (нар. 5 вересня 1973, Мегіно-Кангаласскій улус, Якутія— загинула 21 листопада 2000, Кандалакша, Мурманська область, Росія)— російська акторка театру і кіно.

## Біографія
У 1991 році Туйара Анатоліївна Свинобоева поступила на відділення «театральна режисура» в Якутський коледж культури і мистецтв. У 1992 році стала навчатись в акторській студії цього ж коледжу. У 1993 році у неї народилася дочка. Навчання  у коледжі закінчила в 1996 році з червоним дипломом. Жила в Якутську. 
Працювала в Саха академічному театрі імені П. А. Ойунского  з 1996 року.
У 2000 році знімалася у фільмі  режисера Олексія Балабанова «Річка».  Зйомки  фільму були припинені через загибель Туйари.

## Автокатастрофа
Пізно ввечері,  поблизу міста Кандалакші Мурманської області, де йшли зйомки фільму «Річка» ( «На краю землі») автомобіль режисера Олексія Балабанова потрапив в аварію. За кермом автомобіля знаходився Сергій Астахов. Він намагався уникнути зіткнення з автомобілем, який їхав попереду, але не впорався з керуванням. У машині знаходилися режисер Олексій Балабанов, його дружина з п'ятирічним сином і Туйара Свинобоева. Всі пасажири отримали травми і були госпіталізовані в лікарню міста Кандалакша. Для зупинки внутрішньої кровотечі Туйарі  була зроблена операція, але 21 листопада близько першої години ночі вона померла. Smart смерті у Туйари залишилася дочка.

### Ролі в театрі
- «Сон в літню ніч» Вільям Шекспір - Іполита
- «Наара Суох» І. Гоголів - Кюндю Кюлюк
- «Тіна Життя» А. Софронов - Даайис
- «Простушка і вихована» Д. Ленський - Палазю
- «В ніч місячного затемнення» М. Карім - Танткабіке
- «Різдвяний вечір» Д. Сівцев - Дуня, Кечіік

## Фільмографія
- 2002 — Река — Мергень

## Нагороди
На кінофестивалі «Меридіани Тихого» у Владивостоці 2003 року Туйара Свинобоева  була нагороджена призом за кращу жіночу роль, посмертно.  